# Leonidas Stergiou
Leonidas Stergiou (görögül: Λεωνίδας Στεργίου, magyarul: Leonídasz Szterjíu) (Wattwil, 2002. március 3. –) svájci válogatott labdarúgó, a VfB Stuttgart játékosa.

## Pályafutása

### Klubcsapatokban
A Wil és a St. Gallen korosztályos csapataiban nevelkedett, majd 2019. február 6-án utóbbi klub felnőtt csapatában bemutatkozott a Zürich ellen 3–1-re megnyert bajnoki találkozón. 2023. augusztus 22-én kölcsönbe került a német VfB Stuttgart csapatához. 2024. május 4-én megszerezte első bajnoki gólját a Bayern München ellen 3–1-re megnyert mérkőzésen. Május 15-én 2028. június 30-ig szóló szerződést kötött a klubbal.

### A válogatottban
Többszörös svájci korosztályos válogatott és részt vett a 2021-es és a 2023-as U21-es labdarúgó-Európa-bajnokságon. 2022. június 12-én mutatkozott be a felnőtt válogatottban Portugália ellen az UEFA Nemzetek Ligájában. 2024. június 7-én bekerült Murat Yakın szövetségi kapitány 26 fős keretébe, akik utaznak az Európa-bajnokságra.

## Család
Anya szerb, míg apja görög származású.